# Hambrücken
Hambrücken este o comună din landul Baden-Württemberg, Germania.